# Ernst Dieffenbach
Johann Karl Ernst Dieffenbach (Gießen, 27 de janeiro de 1811 – Gießen, 1 de outubro de 1855) foi um médico, geólogo e naturalista alemão. Foi o primeiro cientista com formação académica relevante que viveu e trabalhou na Nova Zelândia, país onde viajou extensamente sob os auspícios da New Zealand Company. Regressou à Europa em finais de 1841 e publicou, em inglês, a obra Travels in New Zealand (1843), na qual relata os resultados dos seus estudos sobre a geografia e a história natural daquela região. Correspondeu-se com Charles Darwin e traduziu para alemão algumas das obras deste autor.

## Biografia
Johann Karl Ernst Dieffenbach nasceu em Gießen, então parte do Grão-Ducado de Hesse, a 27 de Janeiro de 1811, 6.º filho de um pastor luterano que simultaneamente ensinava teologia na Universidade local.
Em 1828 Dieffenbach iniciou os seus estudos de Medicina na Universidade de Gießen, ganhando um grande entusiasmo pelo estudo da história natural. Envolveu-se nas lutas estudantis a favor da reforma política e da reunificação nacional alemã, sendo em 1833 acusado pelas autoridades do Grão-Ducado de manter actividades subversivas, sendo obrigado a exilar-se. Partiu para Zurique, em cuja Universidade viria a obter a sua graduação em medicina no ano de 1836, não sem que antes fosse condenado a uma pena de 2 meses de prisão por actividades subversivas, acrescida de mais uma semana de cadeia por ter participado num duelo.
Cumprida a pena, foi expulso da Suíça, tendo partido para Londres via França. Em 1837, recém-chegado a Londres, iniciou a sua actividade científica escrevendo para os jornais artigos sobre biologia e medicina. Simultaneamente ensinava alemão para sobreviver.

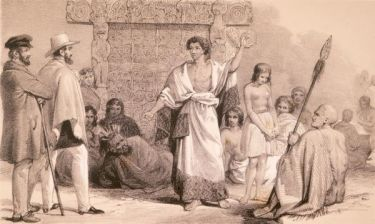
Ernst Dieffenbach (segundo à esquerda) recebido numa aldeia maori.

A publicação dos seus artigos nos jornais e revistas científicos e médicos da época granjearam-lhe uma reputação de boa formação científica e permitiram-lhe travar amizades com alguns dos melhores cientistas do tempo, entre os quais o geólogo Charles Lyell e o paleontólogo Richard Owen, a quem considerava o seu mentor.
Quando em 1839 a New Zealand Company decidiu organizar uma viagem de exploração, Dieffenbach, por recomendação dos seus amigos do meio científico londrino, muito provavelmente de Richard Owen (que a partir de alguns ossos que lhe foram trazidos tinha deduzida a existência de aves incapazes de voar na Nova Zelândia), foi seleccionado pela Royal Geographical Society para embarcar como cirurgião, naturalista e explorador a bordo da escuna Tory que partia em viagem de exploração no sentido de avaliar as potencialidades da Nova Zelândia para receber colonos britânicos.
Durante a viagem, que se iniciou em Maio de 1839, Dieffenbach fez longos percursos pelo interior da ilha do Norte, explorando as regiões de Tongariro, Taupo, Waikato, Whaingaroa, do Marlborough Sounds, Hutt Valley e Taranaki, tendo no decurso de um deles feito no dia de Natal de 1839, com James Heberley, a primeira ascensão ao topo do Mount Egmont (ou Monte Taranaki), considerado tabu pelos povos maori.
Para além de preparar numerosos relatórios para a New Zealand Company, cobrindo matérias que iam da vulcanologia, meteorologia e regime das marés à flora e fauna e características dos solos, Dieffenbach enviou colecções de rochas, plantas e animais a diversas instituições científicas e a cientistas de nomeada na época. Algumas sementes por ele recolhidas enriqueceram as colecções de plantas dos Royal Botanic Gardens de Kew.
Também visitou as ilhas Chatham, fazendo o primeiro relatório sobre a história natural daquelas ilhas.
Após o termo do seu contrato com a New Zealand Company, ofereceu-se para permanecer na Nova Zelândia e aí realizar novas viagens de exploração, solicitando para tal o apoio do governador da colónia. Contudo, o governador sir George Gipps, alegou não ter as competências necessárias para autorizar a despesa e em Outubro de 1841 Dieffenbach regressou a Londres.
Chegado a Londres em princípios de 1842, publicou naquele ano um relatório sobre as ilhas Chatham no New Zealand Journal. A sua obra Travel in New Zealand apareceu em 1843 e dois anos mais tarde contribuiu com um relatório sobre a geologia da Nova Zelândia para um dos encontros da British Association.
As obras de Dieffenbach estão escritas num estilo claro e conciso, que contrasta com a prolixidade em voga na época, mantendo-se como leitura agradável. Nos seus textos demonstra grande poder de observação, descrevendo com clareza as realidades observadas e abstendo-se de teorizar.
Nos seus escritos não se absteve de criticar alguns aspectos da colonização da Nova Zelândia, atacando a aquisição especulativa de terras e fazendo uma análise desapaixonada das vantagens de desvantagens da colonização das ilhas. Estas posições não o colocaram nas boas graças da New Zealand Company, explicando o insucesso das suas tentativas futuras de voltar às ilhas, já que na década seguinte fez várias tentativas para regressar à Nova Zelândia, todas elas infrutíferas.
Durante a década de 1840 correspondeu-se com Charles Darwin, tendo traduzido para alemão o Journal of Researches da autoria daquele cientista, o qual foi publicado, com notas e correcções de Darwin, com o título de Naturwissenschaftlichen Reisen (Brunswick, 1853).
Darwin conhecia o artigo que Dieffenbach tinha publicado no boletim da Royal Geographical Society sobre as ilhas Chatham e tinha apreciado o comentário por ele feito sobre as diferenças entre as espécies de aves existentes naquelas ilhas e na Nova Zelândia.
Deve-se também a Diffenbach a tradução para alemão da obra seminal de Henry Thomas de la Beche intitulada Geological Manual.
Após a revolução alemã de 1848 foi reabilitado, sendo mesmo nomeado deputado à assembleia nacional que então reuniu em Frankfurt (o Frankfurter Paulskirchenparlament), cargo que terá recusado. Podendo finalmente voltar à sua cidade natal onde, em parte devido às suas traduções e à sua experiência como geólogo de campo, em 1850 foi nomeado professor de geologia da Universidade de Gießen, posição que manteve até falecer. Na sua Universidade foi nomeado director do Museu Geológico.
Dieffenbach casou com Katharina Emilie Reuning, em Abril de 1851, e deste casamento nasceram duas filhas: Klara e Anna. Faleceu de tifo a 1 de Outubro de 1855.
O seu nome é lembrado no género Dieffenbachia, um grupo de plantas da família das Araceae de origem neotropical, hoje muito popular como ornamentais de interior. Também em sua honra foi dado o nome de Gallirallus dieffenbachii a uma espécie de galinha-de-água, incapaz de voar, endémica das ilhas Chatham, hoje extinta.

## Trabalhos
- Smith, Elder and Co., Cornhill (Ed.): New Zealand and its Native Population. Londres 1841 (inglês, google.de).
- The Journal of the Royal Geographical Society of London (Ed.): An Account of the Chatham Islands. Vol. 11, 1841, pp. 195-215, JSTOR: 1797646.
- John Murray (Ed.): Travels in New Zealand – with a contribution to the Geography, Geology, Botany, and Natural History of that Country. Volume I, II. Londres, 1843, doi: 10.5962 / bhl.title.25939 (inglês).
- On the Study of Ethnology. Londres, 31 de janeiro de 1843 (ensaio em inglês, 11 páginas, apresentado no evento de fundação da Sociedade Etnológica, Thomas Hodgkin's House em Londres).
- Charles Darwin’s Naturwissenschaftliche Reisen nach den Inseln des grünen Vorgebirges, Südamerika, dem Feuerlande, den Falkland-Inseln, Chiloé-Inseln, Galápagos-Inseln, Otaheiti, Neuholland, Neuseeland, Van Diemen’s Land, Keeling-Inseln, Mauritius, St. Helena, den Azoren etc. Vieweg, Braunschweig 1844 (tradução com anotações da obra Journal of Researches de Charles Darwin).
- Vorschule der Geologie – Eine Anleitung zur Beobachtung und zum richtigen Verständnis der noch jetzt auf der Erdoberfläche vorgehenden Veränderungen sowie zum Studium der geologischen Erscheinungen überhaupt. Vieweg, Braunschweig 1853 (tradução e adaptação alemã com acréscimos de The Geological Observer de Henry Thomas de la Bèche).

## Referência
- Bell, G. E., Ernest Dieffenbach. Palmerston North, 1976.
- Dieffenbach, Ern(e)st, Travels in New Zealand. Reedição da 1.ª edição (Londres, 1843), com prefácio de Manfred-Guido Schmitz. Kelkheim, 2005, ca. 850 pp., em 2 vol. (ISBN 3-938098-24-4).
- McLean, Denis, Dieffenbach, Johann Karl Ernst 1811 - 1855 in Dictionary of New Zealand Biography.
- Temple, P., New Zealand explorers. Christchurch, 1985.
- --------, Ernst Dieffenbach, der Erforscher Neu-Seelands in Allgemeine Deutsche Biographie, Vol. 5 (No. 4 - Ausland), 1874.